# Mistrzostwa Europy w klasie 470 (1983)
Mistrzostwa Europy w klasie 470 – żeglarskie mistrzostwa Europy w klasie 470 rozegrane w Polsce, w dniach 26 sierpnia - 2 września 1983 na wodach Zatoki Puckiej.

## Informacje ogólne
W zawodach udział wzięło 77 załóg z dziewiętnastu państw. Reprezentowane były: Anglia, Australia, Belgia, Dania, Finlandia, Francja, Hiszpania, Holandia, Izrael, Jugosławia, Norwegia, NRD, Polska, RFN, Szwajcaria, Szwecja, Węgry, Włochy i ZSRR. Były to pierwsze mistrzostwa Europy tej klasy organizowane w Polsce. Podczas zawodów panowały kapryśne warunki wietrzne. Wiatry były słabe lub średnie, a przy tym zmienne. Zespołowi sędziowskiemu przewodniczył Andrzej Wyrzykowski z Olsztyna.

## Wyniki
Wyniki zawodów były następujące:
| Lp. | Państwo | Załoga                              | Punkty   |
| --- | ------- | ----------------------------------- | -------- |
| 1.  | NRD     | Jörn Borowski, Egbert Swensson      | 49,7 pkt |
| 2.  | Włochy  | Sandro Montefusco, Paulo Montefusco | 62,3 pkt |
| 3.  | Francja | Thierry Péponnet, Luc Pillot        | 66 pkt   |
| 4.  | Polska  | Leon Wróbel, Tomasz Stocki          | 69,5 pkt |